# Czesław Gęborski
Czesław Gęborski, auch Gemborski (* 5. Juni 1925 in Dąbrowa Górnicza; † 14. Juni 2006), war der Kommandant des polnischen Internierungslagers Lamsdorf nach 1945.
Gegen Gęborski war bereits 1958 in Polen ein Verfahren wegen Mordes an mindestens 71 Menschen eröffnet worden, darunter mehreren Kindern, es erfolgte aber dann ein Freispruch wegen „Unerfahrenheit“, offensichtlich auf politischen Druck der Warschauer Regierung hin.
1968, nach der Veröffentlichung der Publikation Die Hölle von Lamsdorf des Lagerarztes Heinz Esser, der selbst dort inhaftiert war, kam es zu Ermittlungen der Staatsanwaltschaft Hagen gegen Gęborski und weitere sieben polnische Angehörige der damaligen Wachmannschaft. 1977 wurde Anklage erhoben, das Verfahren jedoch eingestellt, da eine Auslieferung der Angeklagten aus Polen an Deutschland nicht stattfand, aber auch aus politischer Rücksichtnahme auf die Politik der damaligen sozialliberalen Regierung in Bonn, die damit die Beziehungen zum kommunistisch regierten Polen nicht belasten wollte.
1989, nach dem Ende der kommunistischen Herrschaft und dem politischen Umbruch auch in Polen, zeigten Oberschlesier polnischer Staatsbürgerschaft, die in Lamsdorf inhaftiert gewesen waren, Gęborski an, der mittlerweile pensionierter Geheimdienstmitarbeiter war.
Dem zur Tatzeit zwanzigjährigen Feldwebel der Miliz wurde im Jahr 2000 in einem Verfahren in Oppeln (Opole) achtundvierzigfacher Mord an Lagerinsassen vorgeworfen. Die Rechtsvertreter von Ex-Häftlingen des Lagers Lamsdorf warfen den polnischen Justizbehörden vor, den Prozess zu verzögern, um einen Urteilsspruch zu vermeiden. In der Tat verstarb Gęborski vor Prozessende. Am 10. September 1999 erschien im Tagesspiegel ein Artikel über den Prozessbeginn.